# شیرازنامه
شیرازنامه نام کتابی است از ابوالعباس معین‌الدین احمد شیرازی که اثری است تاریخی شامل یک مقدمه و دو اصل و یک خاتمه. در آغاز مقدمهٔ کتاب از مزیت شیراز بر سایر شهرها و ذکر آب و هوا و شرح ابنیهٔ آن سخن می‌راند سپس در اصل نخستین، تاریخ سلاطین و حکام و در اصل دوم، از شرح حال اعاظم ائمه و اکابر مشایخ شهر شیراز شمه‌ای بیان می‌کند. خاتمهٔ کتاب نیز شامل دو فصل است یکی در باب ائمه عظام و سادات و اعیانی که به دودمان نبوت بستگی دارند و دیگری در ذکر مزارهایی که در شیراز معروف و مشهورند و از آنها ذکری در کتب دیگر نیامده‌است. نظم و نثر الوالعباس ساده و سلیس و گیراست.